# Burg Niederroßla
Die Burg Niederroßla steht am rechten Ufer der Ilm im Ortsteil Niederroßla (Schlosshof 8) der Landgemeinde Ilmtal-Weinstraße im Landkreis Weimarer Land in Thüringen.

## Geschichte
Nieder- und Oberroßla waren früher ein zusammengehöriger Ort. Die Teilung vollzog sich erst im 12. Jahrhundert. Wohl während dieser Zeit wurde in Niederroßla die Wasserburg gebaut. Ein Edelfreier Dietmar von Roßla wurde 1119 erstmals urkundlich erwähnt. Er ist sicherlich auch der Erbauer der Wasserburg.
Nach dem Aussterben dieser Familie ging 1371 die Burg im Besitz der von Vitzthum über. Die Vitzthums verloren die Burg während des Sächsischen Bruderkrieges im Jahr 1447, weil sie für Fehden verantwortlich waren. Anschließend besaß Herzog Wilhelm III. von Sachsen die Burg und errichtete in ihr ein Rechnungs- und Justizamt (Amt Roßla). Da er im Jahr 1482 kinderlos starb, ging der Besitz an seine Neffen Ernst und Albrecht. Diese vollzogen 1485 die Leipziger Teilung, wodurch die Burg Niederroßla an die Ernestiner kam. Bei diesen blieb sie auch nach der Wittenberger Kapitulation 1547. Durch die Erfurter Teilung des ernestinischen Herzogtums Sachsen kam die Burg Niederroßla im Jahr 1572 an das Herzogtum Sachsen-Weimar und 1603 zum Herzogtum Sachsen-Altenburg. Nach dem Aussterben der Linie Sachsen-Altenburg im Jahr 1672 kam die Burg bei der nun erfolgten Landesteilung an Sachsen-Weimar zurück.

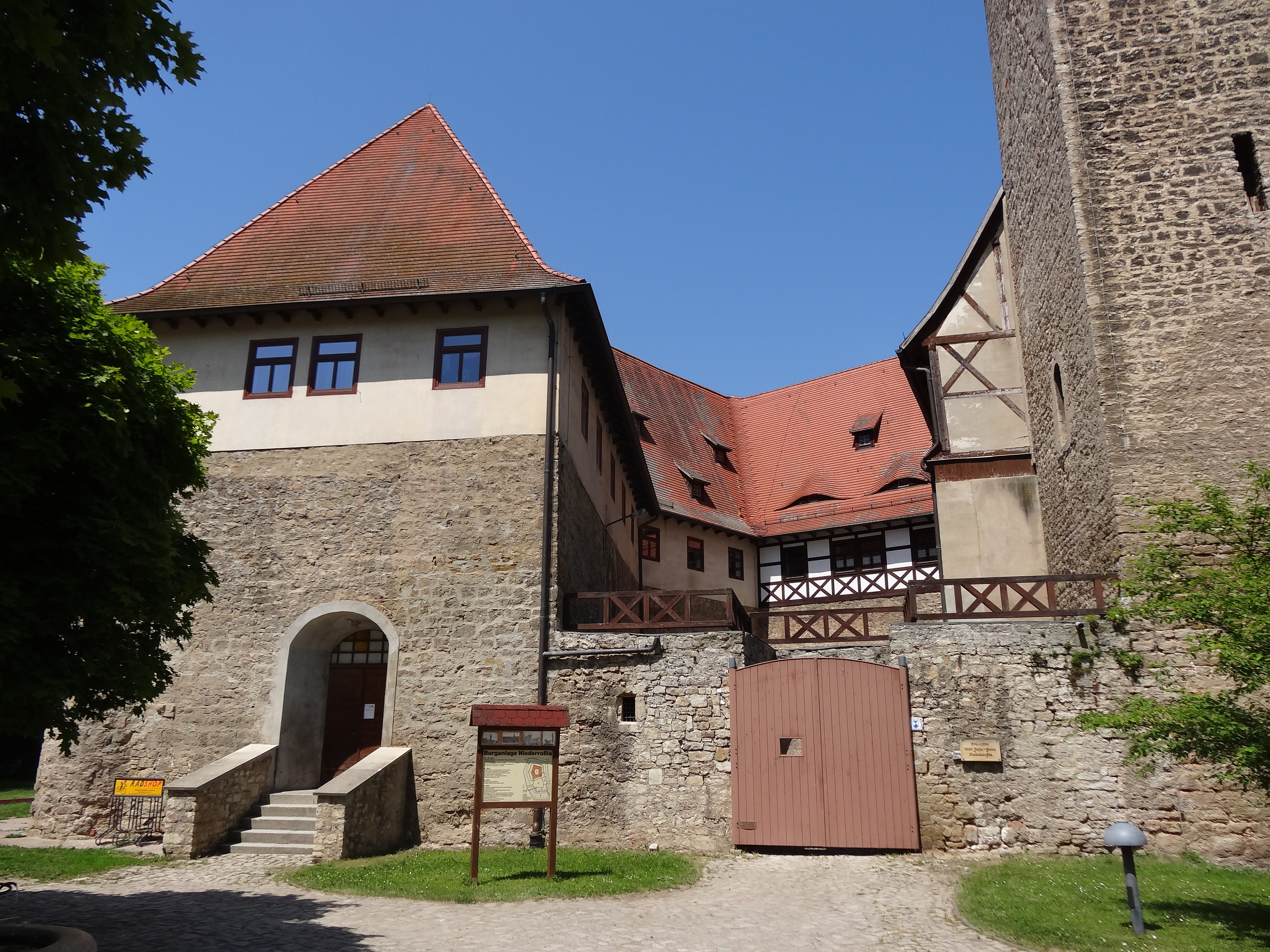
Wasserburg Niederroßla

1738 bis 1739 ließ der Weimarer Herzog Ernst August I. auf dem Boden der Vorburg das barocke Schloss Niederroßla errichten. Dieses wurde 1947 abgerissen.
Nach dem Zweiten Weltkrieg war die Burganlage dem Verfall preisgegeben. 1956 wurde die Burg unter Denkmalschutz gestellt, 1966 leitete der Rat der Gemeinde gemeinsam mit dem Institut für Denkmalpflege Schritte zur Sicherung und Renovierung der Bausubstanz im Rahmen der damaligen Möglichkeiten ein. Im Westflügel entstanden Wohnungen und eine Turnhalle. Im Rittersaal wurde eine Schulküche untergebracht. 1976 deckte man den Turm neu ein.
Ab 1991 erfolgte die Neugestaltung der Außenanlage und Maßnahmen zum Erhalt der Fachwerkreste. 1995 war eine Bausicherung des Ostflügels möglich. Am 1. April 2008 brach aus ungeklärter Ursache die Giebelseite des Ostflügels ein. Der Grundstein für den Wiederaufbau wurde am 23. April 2009 durch den Bürgermeister gelegt. Hierfür wurden 96.000 Euro Spenden und 200.000 Euro Fördermittel bereitgestellt. Ins Mauerwerk eingelassen wurde eine Kunststoffröhre mit Münzen, einem Faltblatt zur Wasserburg, dem Spendenaufruf, einer aktuellen Zeitung und eine Festschrift.

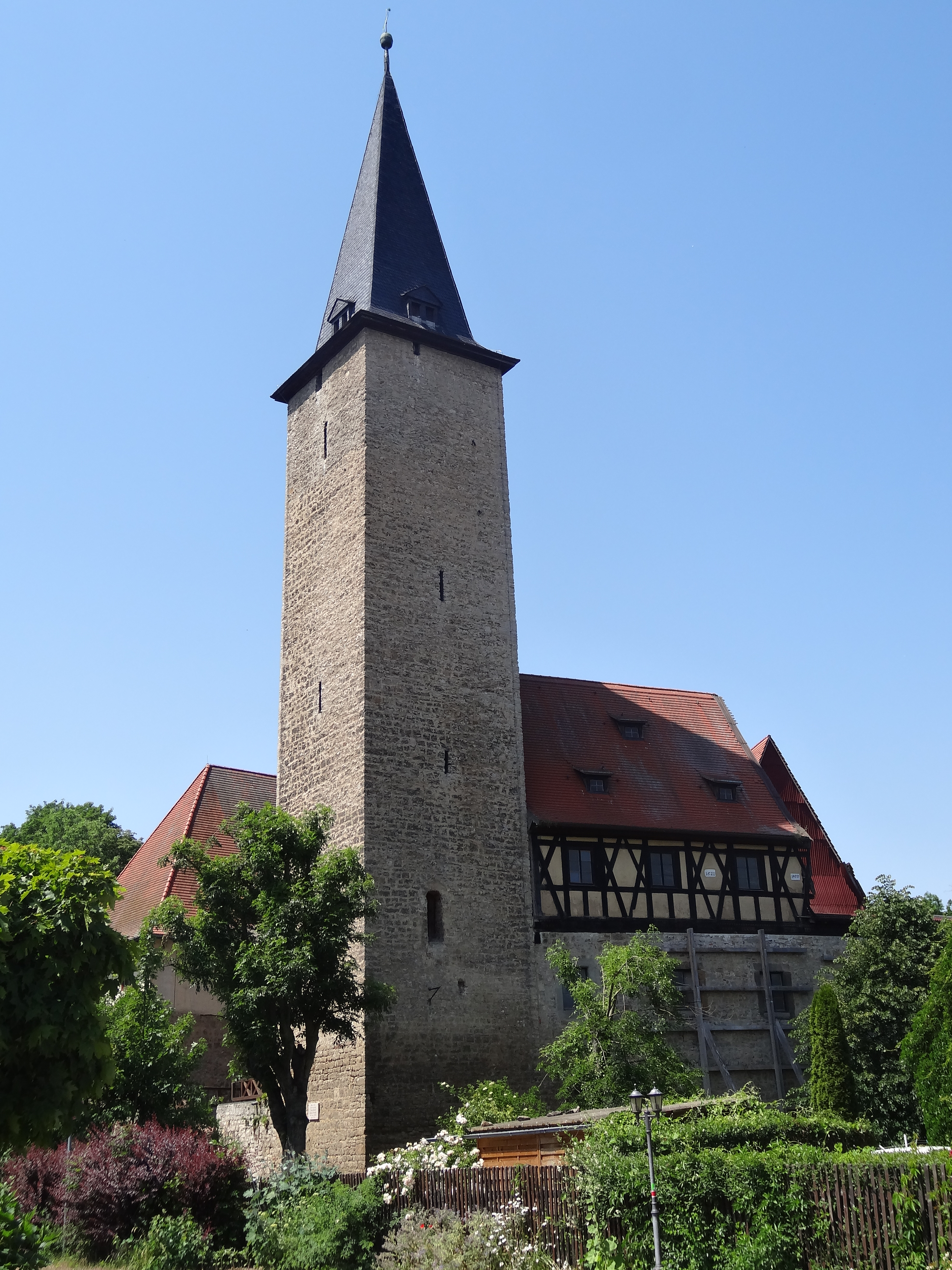
Wasserburg Niederroßla mit dem höchsten Bergfried in Deutschland (57 m)

## Beschreibung
Die Wasserburg, eine schlichte dreigeschossige Baugruppe mit ihrer Kernburg auf fünfeckigem Grundriss war an ihrer Nord- und Westseite durch die Ilm geschützt und an den beiden anderen Seiten durch künstliche Wassergräben. Der Graben hatte eine Breite von 25 m und eine Tiefe von 5 m.
Über der alten Vorburg im Süden der heutigen Burganlage befinden sich auf trapezförmigem Grundriss die Schlossanlage und zwei runde Ecktürme. Hier hielt sich Johann Wolfgang von Goethe zwischen 1779 und 1789 mehrfach zur Kontrolle auf, um den Fortgang der Arbeiten in seinem Landwirtschaftsgut in Oberroßla zu kontrollieren.
Der 57 Meter hohe quadratische Bergfried hat eine Grundfläche von 6,5 mal 6,5 Meter und eine Mauerstärke von 2 Meter. Er ist damit der höchste Bergfried in Deutschland.